# 1989 (àlbum de Taylor Swift)
1989 és el cinquè àlbum d'estudi de la cantant i compositora estatunidenca Taylor Swift. Es va publicar el 27 d'octubre de 2014 per Big Machine Records. Després que els crítics musicals qüestionaren la seua condició com a cantant de country després del seu quart àlbum d'estudi amb influència pop i electrònica, Red, Swift es va inspirar en el synthpop dels anys vuitanta per recalibrar el seu art de la música country al pop. 1989, es titula així pel seu any de naixement, per significar el seu renaixement artístic simbòlic, Swift va contractar a Max Martin com a coproductor executiu.
El so synthpop de l'àlbum es caracteritza per l'ús fort de sintetitzadors, caixa de ritmes i cors processats. Les cançons, que amplien la pràctica d'inspirar-se en la seua vida personal, expressen perspectives alegres cap a les relacions fallides, allunyant-se de la seua actitud hostil anterior. Swift i Big Machine van promocionar l'àlbum àmpliament mitjançant avals de productes, televisió, aparicions a la ràdio i xarxes socials. Van treure 1989 dels serveis de transmissió gratuïts com Spotify, fet que va provocar un discurs de la indústria sobre l'impacte de la reproducció en línia en les vendes de música.
Després del llançament de l'àlbum, es va embarcar en la gira The 1989 World Tour, que va ser la gira més taquillera del 2015. L'àlbum va comptar amb el suport de set senzills, inclosos tres números u del Billboard Hot 100 dels EUA: "Shake It Off", "Blank Space", i "Bad Blood". Els crítics van elogiar 1989 per la seua emoció i melodies, però alguns van expressar preocupació per la producció de synthpop, ja que van sentir que erosionava l'autenticitat de Swift com a compositora a causa de la naturalesa capitalista de la música pop. Diverses publicacions van enumerar 1989 com un dels millors àlbums de la dècada dels 2010, entre els quals Rolling Stone i Consequence el van situar entre els millors de tots els temps.
A la 58a edició dels premis Grammy el 2016, 1989 va guanyar el Grammy a l'àlbum de l'any i al millor àlbum de pop vocal, fent de Swift la primera artista solista femenina a guanyar dues vegades el premi a l'Àlbum de l'any. Als Estats Units, 1989 va estar 11 setmanes al capdavant del Billboard 200 i va ser certificat nou vegades platí per la Recording Industry Association of America (RIAA). També va obtenir certificacions multiplatí a Austràlia, Canadà i el Regne Unit, i ha venut més de 10 milions de còpies a tot el món. Els comentaris retrospectius consideren el 1989 com un èxit clau per transformar la imatge de Swift en la d'una icona del pop, però també van destacar com la seua integritat artística i imatge pública van patir un escrutini creixent dels mitjans.

## Cançons
| 1.            | «Welcome to New York»        | Swift Tedder Noel Zancanella     | 3:32  |
| 2.            | «Blank Space»                | Martin Shellback                 | 3:51  |
| 3.            | «Style»                      | Martin Shellback Payami          | 3:51  |
| 4.            | «Out of the Woods»           | Swift Antonoff Martin            | 3:55  |
| 5.            | «All You Had to Do Was Stay» | Martin Shellback Mattman & Robin | 3:13  |
| 6.            | «Shake It Off»               | Martin Shellback                 | 3:39  |
| 7.            | «I Wish You Would»           | Swift Antonoff Greg Kurstin      | 3:27  |
| 8.            | «Bad Blood»                  | Martin Shellback                 | 3:31  |
| 9.            | «Wildest Dreams»             | Martin Shellback                 | 3:40  |
| 10.           | «How You Get the Girl»       | Martin Shellback                 | 4:07  |
| 11.           | «This Love»                  | Swift Nathan Chapman             | 4:10  |
| 12.           | «I Know Places»              | Swift Tedder Zancanella          | 3:15  |
| 13.           | «Clean»                      | Swift Heap                       | 4:30  |
| Durada total: | Durada total:                | Durada total:                    | 48:41 |